# Oyri
Oyri [ˈɔiɹɪ] és un poble situat a la costa oest de l'illa d'Eysturoy, a les illes Fèroe. Forma part del municipi de Sunda i l'1 de gener del 2021 tenia 166 habitants. El poble es troba al sud del pont de Streymin (el Brúgvin um Streymin en feroès), que uneix les illes d'Eysturoy i Streymoy, i del poble d'Oyrarbakki, que exerceix de cap de municipi. El nom d'Oyri es podria traduir per "cordó litoral".
Oyri acull una gran planta de processament de gambes i musclos des de 1970.

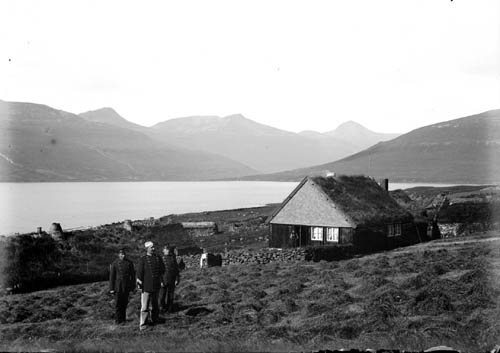
Oyri el 1988.

Oyri apareix per primer cop en un text escrit al Hundabrævið, la carta de gossos, redactat a principis del segle xiv, tot i que probablement la seva fundació sigui més antiga. Les investigacions han pogut demostrar que l'originador de la "malaltia feroesa" va viure a Oyri cap al 1630. La malaltia feroesa (en feroès Føroyska sjúkan) és una malaltia hereditària mortal, que només es troba a les Illes Fèroe.
Edmund Joensen, polític del Partit Unionista feroès i Primer Ministre de les Illes Fèroe la legislatura 1994-1998, és fill d'Oyri.